# Маній Аквілій (консул 101 року до н. е.)
Маній Аквілій (лат. Manius Aquilius; ? — 88 до н. е.) — політичний, державний та військовий діяч часів Римської республіки, консул 101 року до н. е., маріанець.

## Життєпис
Походив з відомого плебейського роду Аквіліїв. Син Манія Аквілія, консула 129 року до н. е. Службу розпочав монетаром у 109—108 роках до н. е. Карбував монети із зображення Місяця та сузір'я Орла (Aquila), що співзвучно з назвою роду Аквілія.
У 107—106 роках до н. е. брав участь в Югуртинській війні під орудою Гая Марія, ставши вірним другом останнього. У 104 році до н. е. стає претором. У 103 році до н. е. проявив себе у війні з германськими племенами кімврів та тевтонів, ставши фактичним заступником Гая Марія. Саме йому Марій доручив командування легіонами під час відсутності у Римі, де відбувалися чергові консульські вибори. Аквілій звитяжив 102 року до н. е. у битві при Аквах Секстієвих, де римляни перемогли тевтонів.
У 101 році до н. е. його обрано консулом разом з Гаєм Марієм. Під час своєї каденції придушив друге Сицилійське повстання рабів, вбивши у герці вождя повсталих Афеніона та розбивши рештки загонів рабів, захопивши останнього їх вождя — Сатира. Аквілій встановив нові закони для Сицилії — рабам заборонялося носити зброю, навіть дрючки і рогатини. За свої успіхи у придушенні повстання Аквілій отримав від сенату право на овацію. Утім, був притягнутий до суду Луцієм Фуфієм за зловживання. Лише завдяки Марку Антонію Оратору та Гаю Марію Манія Аквілія було виправдано. Після цього на 10 років відійшов від справ.
У 90 році він очолив сенатську комісію (разом з Авлом Манлієм Мальтіном та Титом Манлієм Манціном), на яку покладалися завдання відновлення на престолах царств Віфінії — Нікомеда IV й Каппадокії — Аріобарзана I, повалених Мітрідатом, царем Понту. Маній Аквілій брав участь у розв'язуванні війни та у військових діях проти понтійського царя. У 88 році до н. е. після поразки Маній Аквілій втік до м. Мітилена (о. Лесбос), де його було підступно видано Мітридату. За наказом останнього Аквілія було страчено — йому в горлянку залили розплавлене золото.

## Родина
- Маній Аквілій